# Women’s Premier League (Gibraltar)
Women’s Premier League – najwyższy poziom rozgrywek w piłce nożnej kobiet na Gibraltarze. Od sezonu 2014/15 drużyny z ligi mogą występować w Lidze Mistrzyń UEFA. Do tej pory żadna drużyna z Gibraltaru nie wystąpiła jednak w eliminacjach do turnieju, ponieważ z powodu małej ilości zarejestrowanych  zawodniczek, od sezonu 2013/14 wszystkie kobiece zespoły grają w 9-osobową odmianę piłki nożnej.

## Mistrzynie Gibraltaru
| Sezon   | Drużyna                         |
| ------- | ------------------------------- |
| 2003    | Bishop Fitzgerald Middle School |
| 2005    | Manchester 62 F.C.              |
| 2006    | Manchester 62 F.C.              |
| 2007    | College 1975 F.C.               |
| 2007/08 | Manchester 62 F.C.              |
| 2010/11 | Gibraltar United                |
| 2012/13 | College Cosmos                  |
| 2013/14 | Lions Gibraltar                 |
| 2014/15 | Lions Gibraltar                 |
| 2015/16 | Manchester 62 F.C.              |